# Kuklov
Kuklov é um município da Eslováquia, situado no distrito de Senica, na região de Trnava. Tem 18,704 km² de área e sua população em 2019 foi estimada em 795 habitantes.

## Demografia
| Ano:        | 1994 | 2004   | 2014   | 2024   |
| ----------- | ---- | ------ | ------ | ------ |
| Broj ljudi: | 755  | 790    | 795    | 753    |
| Razlika:    |      | +4,63% | +0,63% | -5,28% |

| Ano:               | 2023 | 2024   |
| ------------------ | ---- | ------ |
| Número de pessoas: | 766  | 753    |
| Diferença:         |      | -1,69% |